# Tigre Sailing Club
El Tigre Sailing Club es un club privado con fines deportivos situado en la ciudad de Tigre en la Provincia de Buenos Aires a unos 30 km hacia el norte de la ciudad de Buenos Aires, Argentina.

## Sede
- Ubicación: Río Luján y Aº Fulminante, - (1648)Tigre(Isla) - Provincia de Buenos Aires. Coordenadas GPS: S 34° 24,855'- W 58° 34,762' - Tel: 4728-0255/3128/4100 - Cel: 15-5622-6798

La sede se ubica en una isla a orillas de los Río Luján y Arroyo Fulminante, - esquina al norte, al lado del Club Regatas La Marina, y enfrente del Parque de la Costa. El cruce del río Luján se efectúa desde uno de los 2 muelles del club de Regatas La Marina con las lanchas del TSC y del CRLM.

## Historia
El "Tigre Sailing Club" fue fundado en Buenos Aires el 20 de noviembre de 1896 por un grupo de ciudadanos de origen británico.

## Actividades deportivas
El club se fundó con el fin de promover la práctica del yachting a vela y motor.
Posee un gran galpón para la reparación y construcción de embarcaciones de placer de pequeño y gran porte.
El club cuenta además con amarras protegidas para un tamaño variado de yates.